# دوري باربادوس لكرة القدم 2018-19
دوري باربادوس لكرة القدم 2018-19 هو الموسم 73 من دوري باربادوس لكرة القدم. فاز فيه Barbados Defence Force Sports Program ‏.